# Гаріх (Фрисландія)
Гаріх (нід. Harich) — село в нідерландській провінції Фрисландія. Входить до муніципалітету Фріске-Маррен.
Його площа становить 17,23 км², а населення станом на 2021 рік складало 485 осіб.
Перша згадка про населений пункт датується 1245 роком.

## Галерея

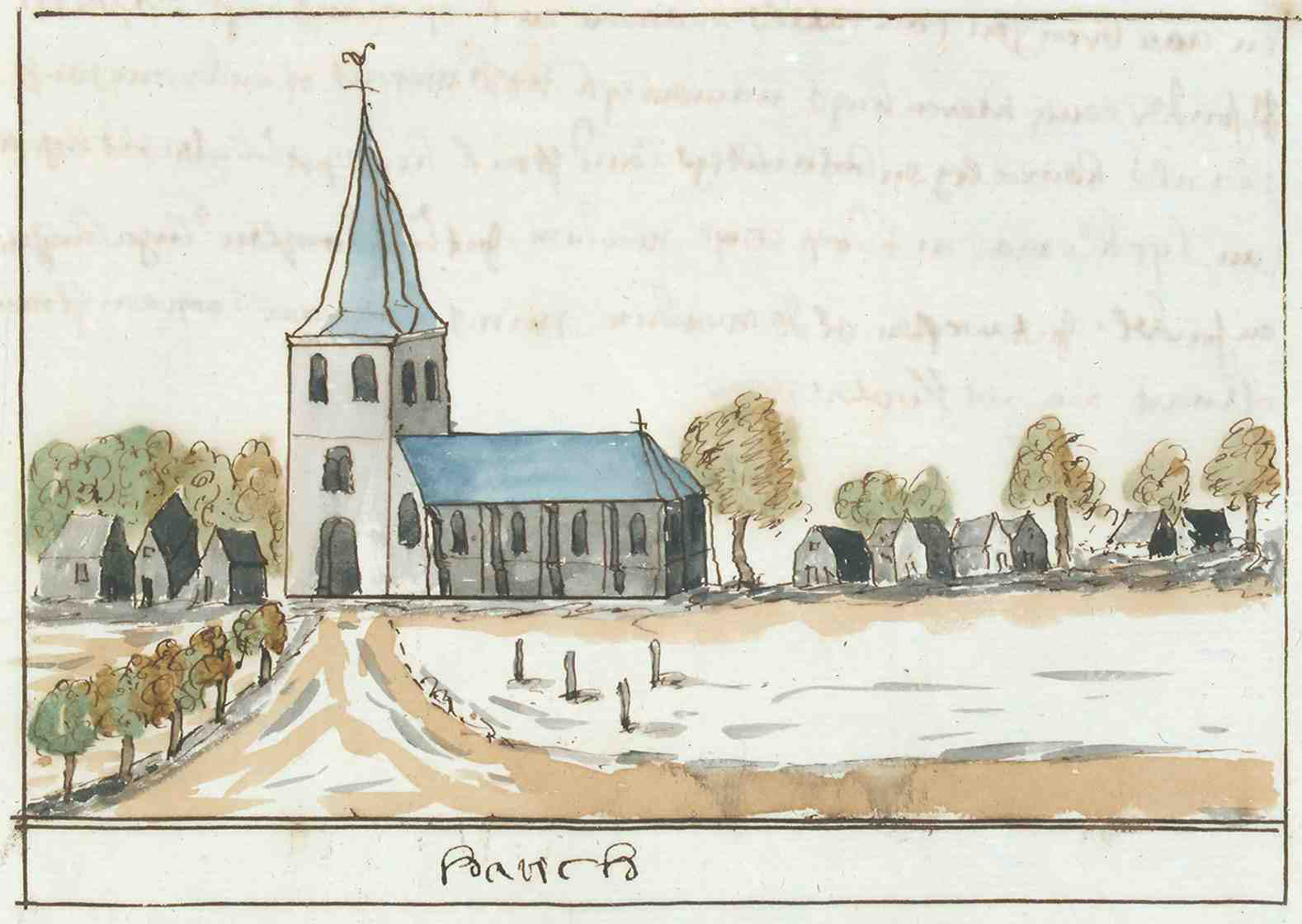
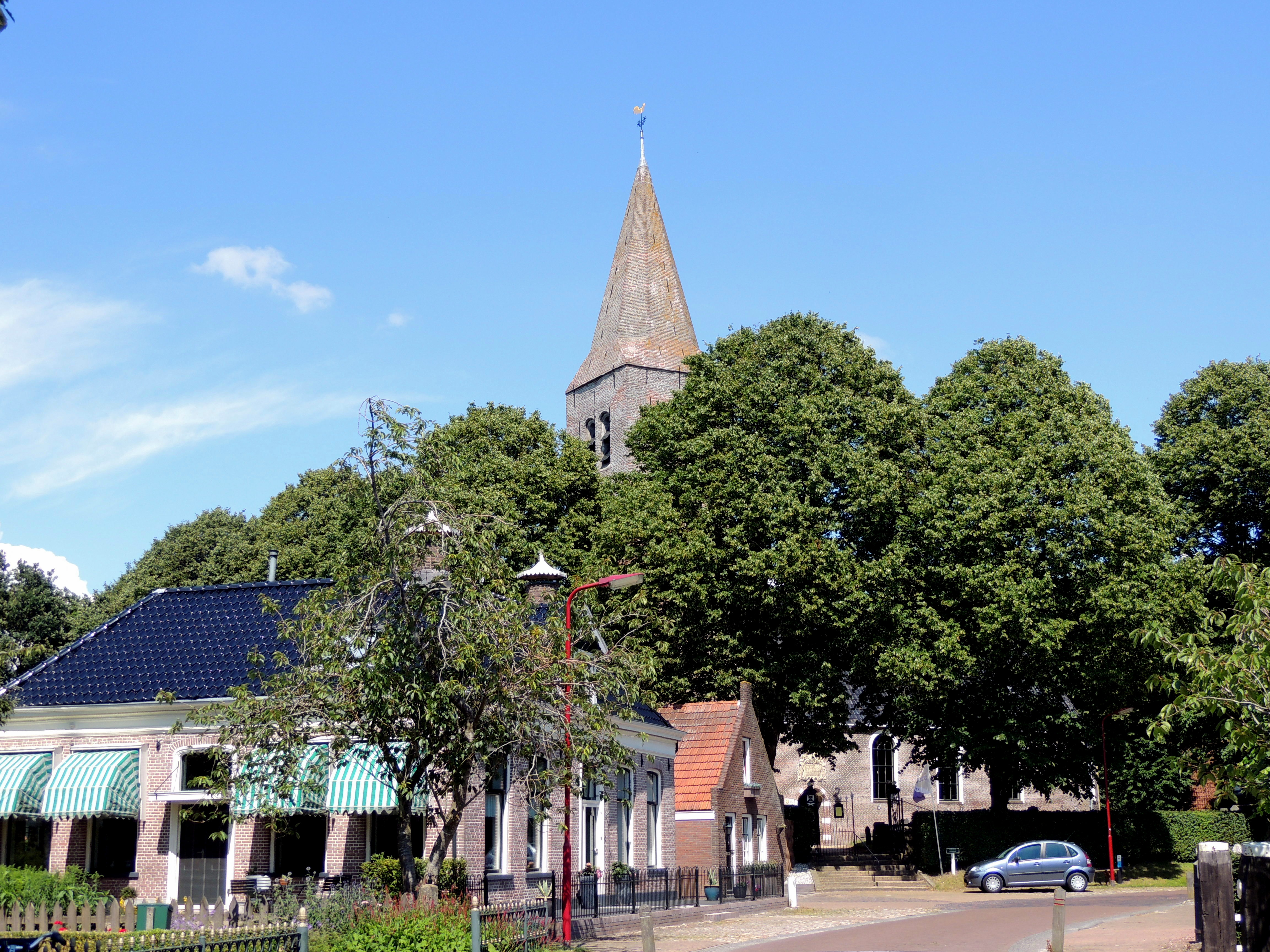
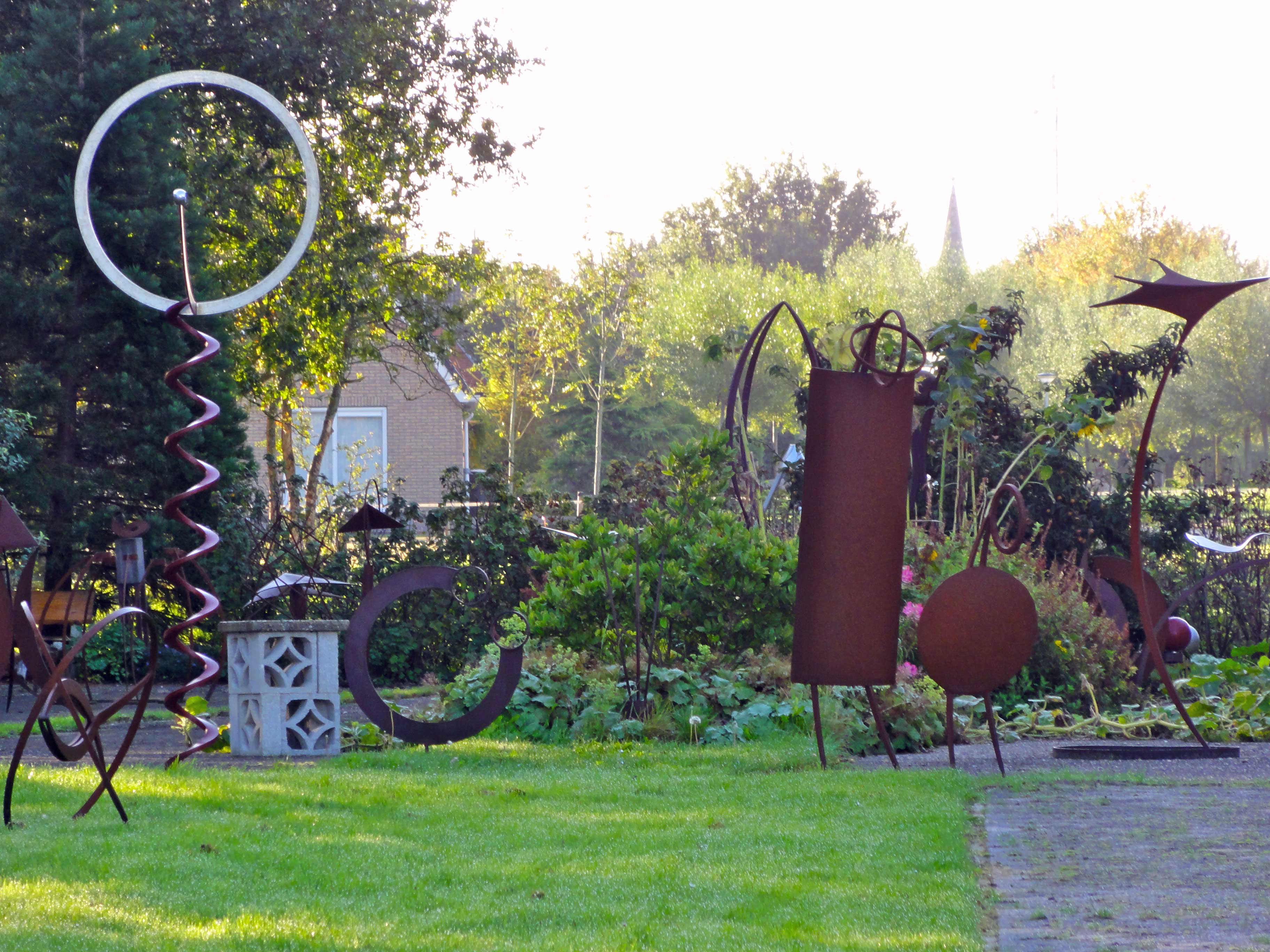
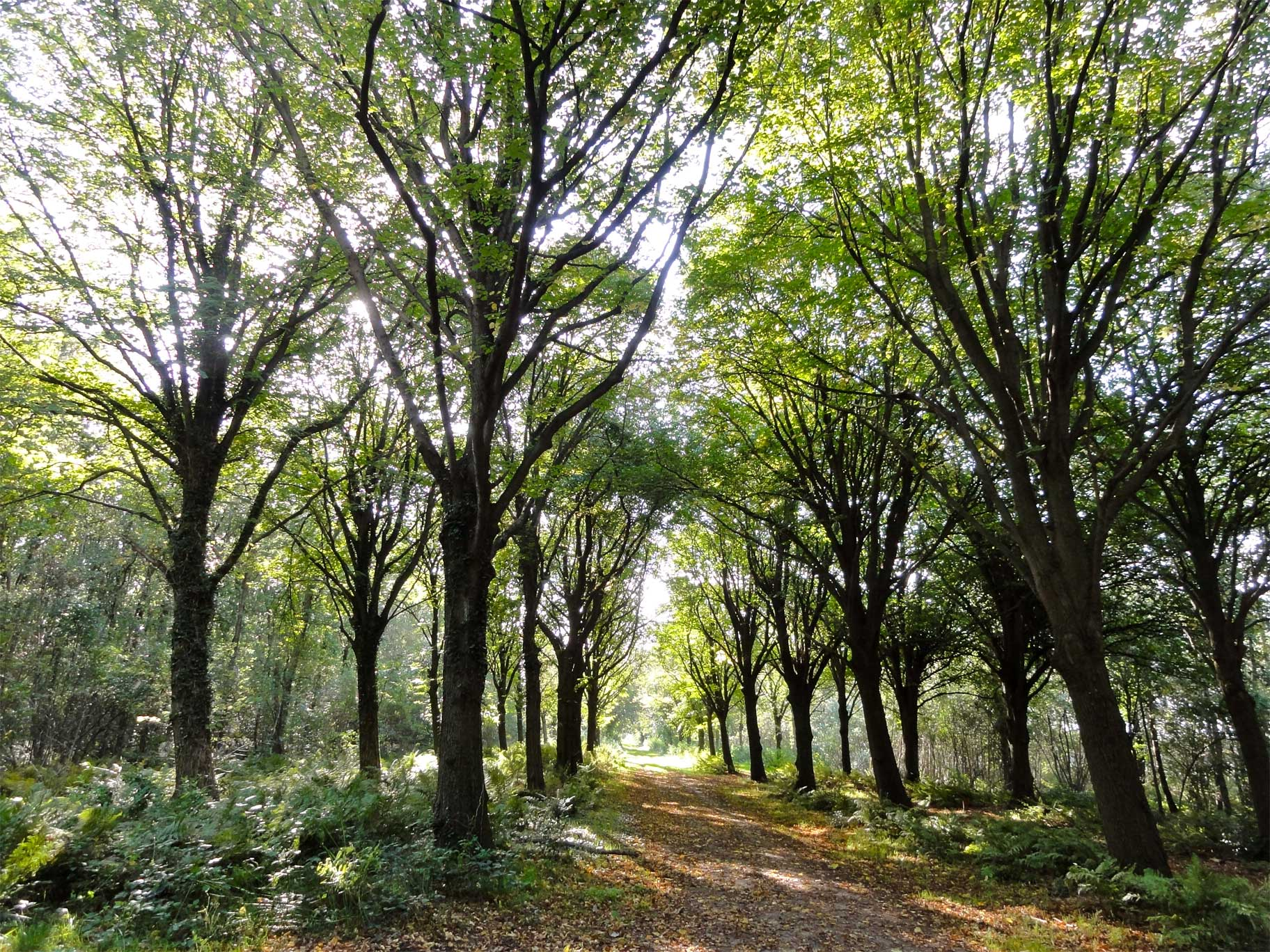